# Juan Pacheco Montión
Juan Pacheco Montión o Montón (fl. 1679-1706) fue un compositor y maestro de capilla español.

## Vida
No se sabe apenas nada de los orígenes o la formación musical de Juan Pacheco, aparte de que Anglés afirma que era originario de Gibraltar.
Las primeras noticias que se tienen son de su magisterio en la Catedral de Plasencia, donde sustituyó a Juan Clemente Caballero en el cargo. Caballero regresaba a Coria en 1679, donde ya había sido maestro de capilla entre 1657 y 1672, y el cabildo placentino se decidió por Juan Pacheco para cubrir la vacante. Pacheco había sido maestro de la Catedral de Coria entre 1673 y 1679 según la musicóloga Pilar Barrios Manzano, y en ese momento se encontraba en Madrid.
El siguiente cargo de Pacheco fue el magisterio de la Catedral de Córdoba. Fue nombrado para el cargo el 2 de diciembre de 1684. Sucedió en el cargo a Jacinto Antonio de Mesa, que había fallecido el 19 de octubre de 1683. Permanecería en el cargo hasta abril de 1706. Le sucedería en el cargo Agustín de Contreras en 1706, primero como interino, y a partir de 1708 en el cargo.
No hay más noticias del maestro Pacheco.

## Obra
Baltasar Saldoni confirma que en 1856 se conservaba en la Catedral de Córdoba el Benedictus de los tres días de Semana Santa al fin de los Laudes a fabordón, sin el canto llano de sexto tono, compuesto por Pacheco. Anglés afirmaba que también se conservaba un Te Joseph a cuatro voces en Córdoba. También hay una obra atribuida a Pacheco en la Catedral de Bogotá, en Colombia.
También se conserva un libro, [Letras de los] Uillancicos que se han de cantar en la S. Iglesia Cathedral de Cordoba, en los Maytines de Navidad este año de 1695 siendo Maestro de Capilla de dicha Santa Iglesia D. Juan Pacheco Montion Presbytero Capellan perpetuo de Santa Ines. También se conservan algunas cartas de correspondencia de Pacheco con la Catedral de Cuenca mientras estaba en Plasencia.